# Universidade de Malmö
A Universidade de Malmö (em sueco:  Malmö universitet;  PRONÚNCIA; em inglês:  Malmö University) é uma instituição pública de ensino superior na cidade de Malmö, no Sul da Suécia. 
Foi fundada em 2018.
Dispõe de instalações em Universitetsholmen e no centro de Malmö.
Tem cerca de 25 000 estudantes (2024).
Coopera com várias centenas de universidades em vários países.

### História
A Escola Superior de Malmö (Malmö högskola) foi fundada em 1998, e promovida a universidade em 2018.

### Instalações
Dispõe de instalações em diversos locais da cidade de Malmö.

- Universitetsholmen – Ilha artificial no porto de Malmö, onde estão localizados o Edifício Orkanen (Faculdade de Pedagogia e Sociedade, e Tecnologia da informação), o Edifício Niagara (Faculdade de Tecnologia e Sociedade, Faculdade de Cultura e Sociedade, e reitoria e chancelaria da universidade) e o Edifício Gäddan 8 (Faculdade de Saúde e Sociedade, Instituição do Trabalho Social e centro de inovação Storm).
- Centro da cidade – Escola Superior Dentária, Hospital de Malmö e Forskaren (Faculdade de Saúde e Sociedade e Instituição de Ciências Biomédicas)

### Estudantes, professores e funcionários
Tem cerca de 25 000 estudantes, dos quais 284 doutorandos, e conta com 1 636 professores e funcionários (2024).

### Faculdades
As actividades da Universidade de Malmö - investigação, educação e colaboração - são realizadas nas cinco faculdades que a constituem: 

- Faculdade de Tecnologia e Sociedade (Fakulteten för teknik och samhälle)
- Faculdade de Pedagogia e Sociedade (Fakulteten för lärande och samhälle)
- Faculdade de Cultura e Sociedade (Fakulteten för kultur och samhälle)
- Faculdade de Saúde e Sociedade (Fakulteten för hälsa och samhälle)
- Faculdade de Odontologia (Odontologiska fakulteten)

### Cursos e programas
Oferece 130 programas de estudo e 400 cursos. Entre os programas mais procurados estão:

- Programa de Criminologia
- Programa de Socionomia
- Programa de Enfermagem
- Curso de Medicina Dentária
- Programa de Design Gráfico
- Programa de Bacharelato em Informática e Economia
- Programa de Aconselhamento de Estudo e Carreira
- Programa de Desenvolvimento de Sistemas
- Mediação de Imobiliários
- Arquitetura, Visualização e Comunicação

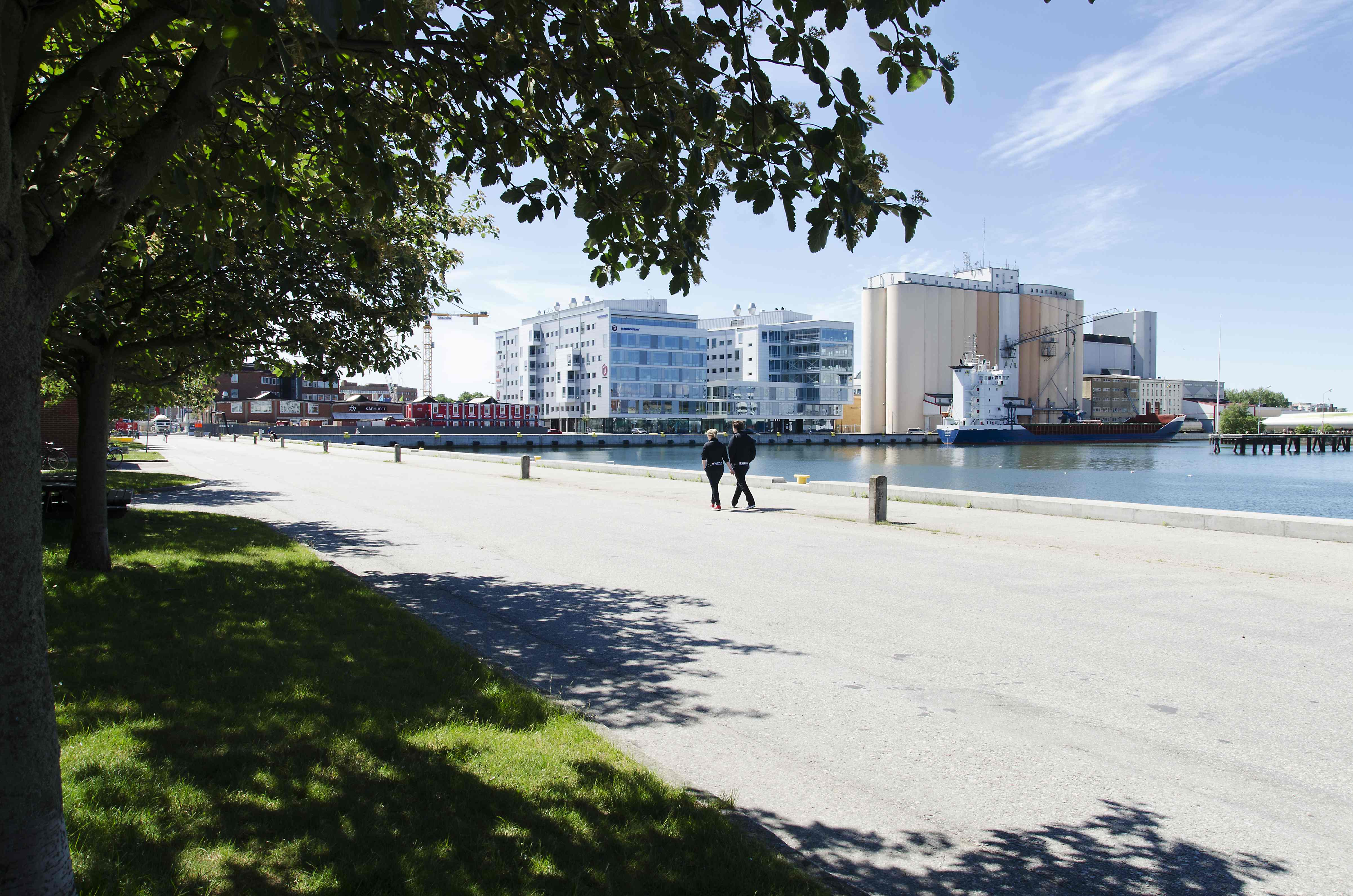
Universitetsholmen
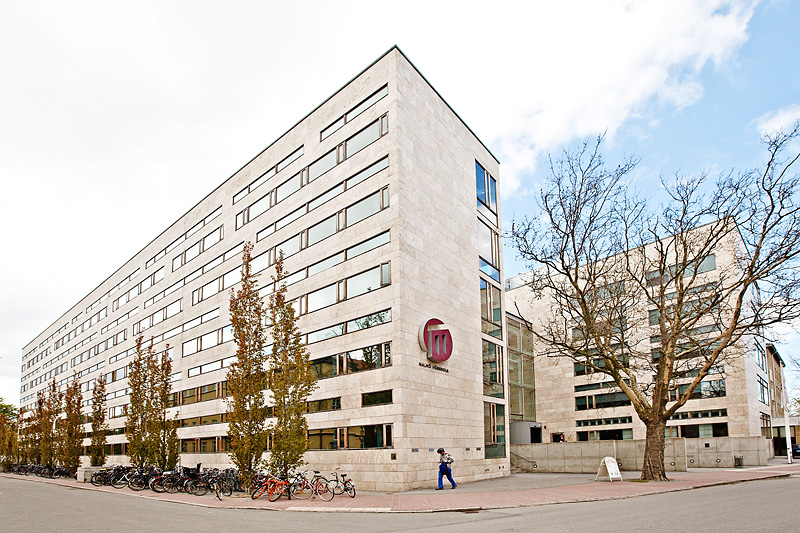
Scylla, Faculdade de Saúde e Sociedade